# 小行星2778
小行星2778（2778 Tangshan），又称为唐山星，是由紫金山天文台在1979年12月14日发现的主带小行星。
該小行星以河北省的城市唐山市命名。